# Roberto Pontremoli (patriota)
Roberto Pontremoli (Milano, 24 gennaio 1894 – Monte Zebio, 12 luglio 1916) è stato un ufficiale e militare italiano.

## Biografia
Roberto Pontremoli nasce a Milano il 24 gennaio 1894 dal famoso pittore Raffaele Pontremoli (nato a Chieri il 17 marzo 1832 e morto il 17 maggio 1906), fratello di Esdra Pontremoli, e da Angelina Levi. È imparentato con il suo omonimo Roberto Pontremoli ed è cugino di Emmanuel Pontremoli, Jules Moch, Mario Pontremoli e Aldo Pontremoli. Dopo la morte del padre viene reclutato nella fanteria del 81º reggimento che poi dopo la fine della prima guerra mondiale con l'applicazione della legge 11 marzo 1926 sull'ordinamento dell'esercito, diviene 81º Reggimento Fanteria "Torino".
Partito per la guerra continua ininterrottamente uno scambio epistolare con la madre ove racconta lo squallore e la crudeltà della guerra stessa. Nonostante questo ripudio nei confronti della guerra il suo forte patriottismo lo spinse continuare a combattere eroicamente. Nel 1915 prese parte alla battaglia del Carso come sottotenente. Rimase per sette mesi sul Carso combattendo aspramente nella prima fila della trincea, mostrando già in questi combattimenti una indole eroica e patriottica. Venne dunque insignito, alla conclusione della battaglia, della medaglia al valor militare. Verso la fine del 1915 iniziò a combattere nei pressi del Monte Zebio ove si svolsero importanti battaglie durante la Frühjahrsoffensive (giugno 1916) quando forti reparti imperiali (in particolare il 3º reggimento Schützen di Graz ed il 73º reggimento "von Württemberg") avanzavano in direzione delle Melette e di Asiago. Nel maggio 1916 fu promosso tenente.
Il 12 luglio del 1916 a Monte Zebio venne ferito gravemente al braccio destro durante un combattimento ma nonostante ciò continuò ad avanzare eroicamente fino a quando non venne colpito a morte. Il 20 settembre 1917 venne insignito della medaglia d'argento al valor militare.
Nel 1916 il giornale Il vessillo israelitico dedica un articolo a Roberto Pontremoli, celebrandolo come eroe della patria. Nel periodo pre-guerra si dedica con diligenza alla scrittura di varie poesie che furono pubblicate sulla rivista politico-letteraria "Rassegna del Movimento". Scrisse inoltre alcuni romanzi che furono pubblicati prima del 1915. Il ricco scambio epistolare con la madre è tuttora conservato in una raccolta presso una collezione privata a Milano.